# 허웅 (농구 선수)
허웅(許雄, 1993년 8월 5일 ~ )은 한국 프로 농구 부산 KCC 이지스 소속 농구 선수이다.
2014년 KBL 드래프트에서 전체 5순위로 원주 DB 프로미에 지명되었다.
동생 허훈은 부산 KCC 이지스 소속 선수이다.

## 원주 동부 - DB 프로미시절
2014년 KBL 드래프트에서 연세대학교 3학년때 얼리 드래프트로 나와
1라운드 5순위로 원주 동부 프로미에 지명되었다. 
바로 전 순번 (4순위) 전주 KCC 이지스의 감독이였던 아버지 허재가 
아들인 허웅을 건너뛰고 김지후를 지명하였다.
2015년 12월 11일 전주 KCC 이지스전에서 김태술을 블록슛 처리를 하면서
자신의 프로데뷔 이후 첫 블록슛을 기록했다. 
2015-2016 프로농구 올스타전 팬투표에서 50,518 표를 얻으며
'전체 1위'를 하였고, 2016-2017 프로농구 올스타전 
팬투표에서 53,157 표를 얻으며 2년 연속 투표 전체 1위를 하였다.
데뷔 2년차 시즌부터 꾸준히 평균 두 자리 득점을 기록하며 성장세를 그렸다.
2021-2022시즌에는 개인 최다인 16.7점에 3점슛 2.1개 4.2어시스트를 곁들이며 
생애 첫 베스트5로 선정됐다.
2021-2022 프로농구 올스타 팬 투표 역대 최다인 16만 3850표를 얻는가 하면, 사상 최초로 3시즌 연속 인기상도 수상했다.
 원주 DB 프로미의 주전 가드이자 팀의 에이스로 활약했다.

## 상무 농구단시절
2016-2017시즌이 끝난후 상무( 국군체육부대, 신협 상무 농구단 )에 지원하여
이승현, 김준일, 임동섭, 문성곤 그리고 팀 동료인 김창모와 함께 합격하였다.
2017년 5월 8일 입대하였으며, 전역 예정일은 2019년 1월 29일이다.
그리고 2017 FIBA 남자농구 아시아컵 대한민국 농구 국가대표팀에 선발되어 평균 9.9득점 , 2 리바운드 , 1.4 어시스트를 기록하였다.

2019년 1월 29일 이승현, 김준일, 임동섭, 문성곤 그리고 팀 동료인 김창모와 함께 전역하였다.

## 전주 - 부산 KCC 이지스 시절
2022년 5월 23일 이승현과 함께 전주 KCC 이지스로 이적 하였다. 24일 이승현과 함께 KCC 입단 기자회견을 진행할 예정이라고 한다.
24일 서초동 소재 KCC본사에서 입단식을 갖고 계약기간 5년, 첫 시즌 보수총액 7억 5000만원에 KCC와 계약을 체결했다.
2022-2023 SKT 에이닷 프로농구 올스타 팬 투표 최종 결과 총 237,716표 가운데 142,475표를 획득하여 개인 통산 네 번째로 올스타 팬 투표 1위에 올랐다.
2023-24 정관장 프로농구 올스타 팬 투표에서 3년 연속 1위를 차지했다.
총 33만 9206표 중 16만 6616표를 획득하여 개인 통산 다섯 번째로 올스타 팬 투표 1위에 올랐다.
2024년 1월 29일 프로농구 안양 정관장과의 홈경기에서 3점슛 10개를 포함한 32득점-5어시스트로 팀이 108대99로 화끈하게 승리하는데 앞장섰다. 팀의 2연승을 견인한 것뿐 아니라 진기록도 세웠다.
특정 선수가 한 경기 10개의 3점슛을 성공한 것은 2013년 조성민(정관장 코치·당시 부산 KT) 이후 11년 만에 나온 타이기록이다. 이 부문 역대 통산 순위로는 12개, 11개에 이어 3번째에 해당한다.
2023~2024 정관장 프로농구 플레이오프 최우수선수에는 KCC 허웅이 선정됐다. 기자단 투표 84표 중 31표를 획득했다.허웅은 아버지인 '농구 대통령' 허재 전 국가대표 감독이 1997-1998시즌 플레이오프 MVP에 선정된 이후 26년 만에 대를 이은 MVP가 됐다. 플레이오프 MVP에 아버지와 아들이 모두 뽑힌 것은 허재, 허웅 부자(父子)가 처음이다. 허웅은 이번 챔피언결정전 5경기에서 평균 18.8점, 5.4어시스트를 기록했고, 고비마다 외곽포를 가동해 KCC의 우승을 이끌었다.

## 출신 학교
- 서울삼광초등학교
- 용산중학교
- 용산고등학교
- 연세대학교 스포츠레저학과

## 경력
- 2022 FIBA 남자농구 아시아컵 농구 국가대표
- 2018 제18회 자카르타-팔렘방 아시안게임 농구 국가대표
- 2017 대한민국 농구 국가대표팀 국가대표 (등번호 : No.6)
- 2016 대한민국 농구 국가대표팀 국가대표 (등번호 : No.9)
- 2015 광주 하계 유니버시아드 농구 국가대표
- 2015 아시아 퍼시픽 챌린지 농구 국가대표
- 2011 제10회 FIBA U-19 세계남자농구선수권대회 청소년대표

## 수상 내역
- 2024 2023-2024 정관장 프로농구 플레이오프 MVP
- 2024 2023-2024 정관장 프로농구 챔피언결정전 우승
- 2024 2023-2024 정관장 프로농구 인기상
- 2023 2022-2023 SKT 에이닷 프로농구 인기상
- 2022 2021-2022 KGC인삼공사 정관장 프로농구 베스트 5
- 2022 2021-2022 KGC인삼공사 정관장 프로농구 인기상
- 2022 2021-2022 KGC인삼공사 정관장 프로농구 올스타전 최우수선수(MVP)
- 2020-2021 현대모비스 프로농구 인기상
- 2019-2020 현대모비스 프로농구 인기상
- 2018 제18회 자카르타-팔렘방 아시안게임 농구 남자 5x5 동메달
- 2016 2015-2016 KCC 프로농구 정규리그 기량발전상
- 2012 KB국민은행 대학농구리그 시상식 신인상
- 2011 제48회 춘계 전국남녀 중고농구연맹전 준우승

## 방송
- 2016년 MBC 《마이 리틀 텔레비전》 - 게스트
- 2021년 JTBC 《뭉쳐야 쏜다》 - 게스트
- 2021년 MBC 《놀면뭐하니?》 - 게스트 (허재와 함께 깜짝출연)
- 2021년 KBS2 《옥탑방의 문제아들》 - 게스트
- 2021년 tvN 《업글인간》 - 게스트
- 2021년 KBS2 《사장님 귀는 당나귀 귀》 - 게스트
- 2021년 MBC 에브리원 《비디오스타》 - 게스트
- 2021년 JTBC 《해방타운》 - 게스트
- 2021년 TV조선 《식객 허영만의 백반기행》 - 게스트
- 2021년 MBC 《안싸우면 다행이야》 - 게스트
- 2021년 tvN 《식스센스 2》 - 게스트
- 2021년 MBC 《호적메이트》 - 게스트
- 2022년 JTBC 《아는 형님》 - 게스트 (with 허재)
- 2022년 JTBC 《허섬 세월 - 허삼 부자 섬집 일기》 - 고정출연 (With 허훈, 허재)
- 2023년 MBC 《구해줘! 홈즈》- 게스트
- 2024년 SBS 《신발 벗고 돌싱포맨》 - 게스트

## 드라마
- 2022년 카카오페이지 《대놓고 사내연애》 - 지도훈 역

## 가족 관계
- 아버지 : 허재(방송인, 전 KCC 감독, 전 대한민국 농구 국가대표팀 감독 전 고양 데이원 점퍼스 단장, 방송인 1965년 9월 28일 57세)
- 어머니 : 이미수
  - 남동생 : 허훈 (부산 KCC 이지스 소속, 1995년 8월 16일생 26세)